# Кинонаграда MTV за лучший танец
Список лауреатов и номинантов кинонаграды MTV в категории Лучший танец:
| Церемония | Год церемонии | Лауреат                                                     | Номинанты |
| --------- | ------------- | ----------------------------------------------------------- | --- |
| 4-я       | 1995          | Джон Траволта и Ума Турман — «Криминальное чтиво»           | - Джим Керри и Камерон Диас — «Маска» - Кристофер Дэниэл Барнс, Кристин Тейлор, Пол Сатера, Дженнифер Элиз Кокс, Джесси Соффер и Оливия Хэк — «Фильм о семейке Брейди» - Арнольд Шварценеггер и Тиа Каррере — «Правдивая ложь»                                                    |
| 7-я       | 1998          | Майк Майерс — «Остин Пауэрс: Международный человек-загадка» | - Камерон Диас и Юэн Макгрегор — «Жизнь хуже обычной» - Мира Сорвино, Алан Камминг, Лиза Кудроу — «Роми и Мишель на встрече выпускников» - Марк Уолберг — «Ночи в стиле буги» - Роберт Карлайл, Марк Эдди, Пол Барбер, Стив Хисон, Хьюго Спир, Том Уилкинсон — «Мужской стриптиз» |
| 10-я      | 2001          | Камерон Диас — «Ангелы Чарли»                               | - Кирстен Данст, Линдсей Слоун, Клер Крамер, Николь Бильдербак, Цианина Джоелсон, Рини Белл, Бьянка Кайлич, Натан Уэст и Хантли Риттер — «Добейся успеха» - Джулия Стайлз и Шон Патрик Томас — «За мной последний танец» - Джейми Белл — «Билли Эллиот»                           |
| 13-я      | 2004          | Шонн Уильям Скотт — «Американский пирог: Свадьба»           | - Дженнифер Энистон, Бен Стиллер — «А вот и Полли» - Дрю Бэрримор, Камерон Диас, Люси Лью — «Ангелы Чарли 2: Только вперед» - Стив Мартин — «Дом вверх дном» - Маркус Хьюстон, Омарион — «Танцы улиц»                                                                             |